# 浅田農産
有限会社浅田農産（あさだのうさん）は、兵庫県姫路市に所在した養鶏会社。
1957年（昭和32年）創業。2004年（平成16年）時点で兵庫県、京都府、岡山県内の6か所の養鶏場で175万羽のニワトリを飼育し、「アサダエッグ」の商品名で鶏卵と、農業用肥料を製造し販売していた。
鳥インフルエンザ事件により2005年（平成17年）に廃業した。

## 沿革
- 1957年（昭和32年） - 創業
- 2004年（平成16年）2月 - 鳥インフルエンザが発生（詳細は後述）
- 2005年（平成17年）1月24日 - 神戸地裁姫路支部に自己破産を申請、廃業

## 鳥インフルエンザ事件と会長自殺

### 鳥インフルエンザ発覚まで
2004年、大分県、山口県、岡山県、宮崎県などで鳥インフルエンザ被害が散発的に発生し、関係者の間で全国への波及が危惧されていた中、同年2月中旬に京都府丹波町の船井農場でニワトリが斃死し、2月17日時点で社長は鳥インフルエンザを疑った。
2月20日に1,043羽が大量死し、2月22日に感染を確信するも、社長は事態を京都府に報告せず、2月23日に残存するニワトリの全てを食肉業者へ出荷依頼した。2月26日にニワトリ約7,000羽の斃死が京都府南丹家畜保健衛生所へ匿名で電話通報され、翌2月27日に事態が発覚、京都府の調査で鳥インフルエンザ感染が明らかになった。この隠蔽により迅速に出荷停止されず、感染の疑惑がある鶏肉や鶏卵が市場に流通し、同年3月3日に農場から約5キロメートル北東の養鶏場で二次感染が判明した。
3月8日、同社社長の両親であり、後の捜査で隠蔽を指示したとされる創業者会長（67歳）とその妻（64歳）が姫路市内で首を吊り自殺、「大変御めいわくをおかけしました」などと書かれた遺書が自宅に残されていた。
なおこの件について、ドキュメンタリーディレクターの森達也は自著の中で、創業者夫妻はメディアスクラム、特にテレビ各局の過熱報道により自殺に追い込まれたと主張している。
創業者会長は農家の次男に生まれ、小学校卒業後に養鶏場で働き、鶏舎1棟とニワトリ1,500羽で同社を創業した。独立系で業界トップクラスの養鶏業大手に成長させ、日本養鶏協会の理事と副会長を務めたが、事件の責任を問われ、協会から役員解任を通告されていた。

### 逮捕・起訴
3月31日、京都府警察は感染を認識しながらニワトリの大量死を京都府に届けなかったとして、家畜伝染病予防法（届出義務）違反の疑いで姫路市の本社など数カ所を家宅捜索、社長ら3人を逮捕した。
4月21日、京都地検は社長を家畜伝染病予防法違反（届出義務）の罪で起訴した。家畜伝染病予防法違反で起訴された例は過去になかったが、京都地検は社会的影響と再発防止の観点から起訴に踏み切った。なお、社長と共に逮捕された常務と船井農場鶏舎責任者は従属的な立場だったとして起訴猶予処分とした。

### 刑事裁判
6月17日、京都地裁（東尾龍一裁判長）で同社社長に対する裁判の初公判が開かれ、罪状認否で社長は起訴事実を認めた。冒頭陳述で検察官は、社長が鳥インフルエンザの感染を認識していながら、会社を守るために会長と共謀して京都府に届けなかったと指摘した。
7月23日、論告求刑公判が開かれ、検察官は「自己の利益を図るために犯行に及んだ動機に酌量の余地はない」として社長に懲役1年、浅田農産に罰金50万円を求刑した。
弁護人は「鳥インフルエンザへの感染は不可抗力であり、業者に一身に責任を負わせることは理不尽」と指摘した上で情状酌量を求めて結審した。
8月10日、京都地裁（東尾龍一裁判長）は「自己中心的な犯行動機に酌むべき余地は乏しいが、厳しい社会的制裁を受けている」として社長に懲役1年、執行猶予3年の有罪判決、浅田農産に求刑通り罰金50万円の判決を言い渡した。

### 事件の影響
一連の事件で経営状態は著しく悪化し、従業員の大量解雇、船井以外の各農場を同業者に売却するなど資産処分や規模縮小で経営再建を図るも、2005年1月24日に神戸地裁姫路支部へ関連企業2社とともに負債総額26億5,000万円で自己破産申請し、廃業した。

## その後
2005年12月より、本社所在地と社長が同一の「有限会社アーサープランニング」のネットショップトップページに、社長の謝罪文が記されていた。
鳥インフルエンザ発生元となった船井農場の跡地は京丹波町が寄付を受け、2016年には映画『本能寺ホテル』のロケ地となるなどの利用がなされている。